# Stade Léopold Sédar Senghor
Das Stade Léopold Sédar Senghor ist ein Fußballstadion mit Leichtathletikanlage und befindet sich im Stadtbezirk Patte d’Oie der westafrikanischen Hafenstadt Dakar, der Hauptstadt des Senegal.

## Geschichte
Zunächst hieß die 1985 vom damaligen Staatspräsidenten Abdou Diouf eingeweihte Sportstätte Stade de l’Amitié (deutsch Stadion der Freundschaft). Im Jahr 2001 erhielt die Anlage zu Ehren des ehemaligen Staatspräsidenten (1960–1980) und Dichters Léopold Sédar Senghor, der am 20. Dezember 2001 starb, seinen Namen.
Das Veranstaltungsstätte hat eine Kapazität von 60.000 Plätzen und ist das Heimstadion der senegalesischen Fußballnationalmannschaft und des Fußballvereins ASC Jeanne d’Arc. Im Jahr 1992 war das Stadion Austragungsort von insgesamt 14 Spielen der Fußball-Afrikameisterschaft, darunter sechs Vorrundenspiele und die Spiele der Finalrunde inklusive des Endspiels.
In den Jahren 2010, 2011, 2013, 2015 und 2016 war das Stadion Austragungsort der internationalen Leichtathletik-Veranstaltung IAAF World Challenge Dakar.